# Autostrada A91
L'autostrada A91, detta anche autostrada Roma-Fiumicino, collega la capitale con l'aeroporto internazionale Leonardo da Vinci.

## Storia
La sua costruzione, a cura dell'ANAS che ne è tuttora l'esercente, fu terminata nel 1959 in concomitanza con l'entrata in servizio dell'aeroporto (avvenuta in diverse fasi tra il 1956 e il gennaio 1961). Inizialmente classificata come strada statale 201 dell'Aeroporto di Fiumicino, divenne autostrada nel 1969, sebbene priva di classificazione numerica fino al 1999, anno in cui ricevette la denominazione ufficiale A91. Al 2024, su parte della segnaletica stradale permane il caratteristico simbolo ottagonale verde delle autostrade italiane con la lettera A priva del numero.
In occasione del Giubileo del 2000, fu ampliata con la costruzione della terza corsia nel tratto che va dal Grande Raccordo Anulare all'aeroporto, a eccezione dei primi 4 km circa, dall'aeroporto in direzione Roma, rimasto a due corsie. Furono inoltre installati lampioni a luce arancione dotati di LED rossi sui lati che ne aumentano la visibilità, a beneficio del traffico aereo che la sorvola a bassa quota.
Nel maggio del 2010 furono completati i lavori di costruzione di una viabilità complanare all'autostrada per favorire i collegamenti con le zone commerciali e residenziali sviluppatesi nel frattempo nelle zone adiacenti, come Parco Leonardo e la nuova Fiera di Roma.

## Ipotesi di pedaggio
Come per le altre autostrade a gestione diretta ANAS, l'A91 è percorribile gratuitamente. Tuttavia, in più di un'occasione venne ipotizzata l'introduzione di un pedaggio. In particolare, la legge finanziaria del 2011 ne prevedeva l'adozione su raccordi autostradali ed autostrade gestite direttamente dall'ANAS, allo scopo di diminuire il corrispettivo di servizio dovuto dallo Stato all'azienda per la gestione e la manutenzione della rete stradale.
Il decreto legge prevedeva l'introduzione del nuovo sistema di pedaggio al più tardi entro dicembre 2011 e, secondo la relazione tecnica allegata, esso avrebbe dovuto essere di tipo free flow (pedaggio elettronico) in luogo dei tradizionali caselli; in attesa della realizzazione delle infrastrutture connesse (telecamere, sala di controllo ecc.), il pedaggio nello svincolo Maccarese-Fregene dell'A12 e nella barriera dell'A12 di Roma ovest fu aumentato in via transitoria (1 euro per le autovetture e 2 euro per i mezzi pesanti). Tali aumenti forfettari provvisori furono in seguito eliminati, a partire dal 4 agosto 2010, a seguito di ricorsi presentati da enti locali al TAR del Lazio e del Piemonte e di un decreto del Consiglio di Stato: infatti, agli svincoli e alla barriere dove era previsto il pagamento del pedaggio anche gli utenti che non proseguissero per le autostrade avrebbero dovuto ugualmente pagarne l'utilizzo, mentre, secondo i giudici, il pedaggio non può essere una tassa bensì il pagamento per l'effettiva fruizione di un servizio.

## Tracciato

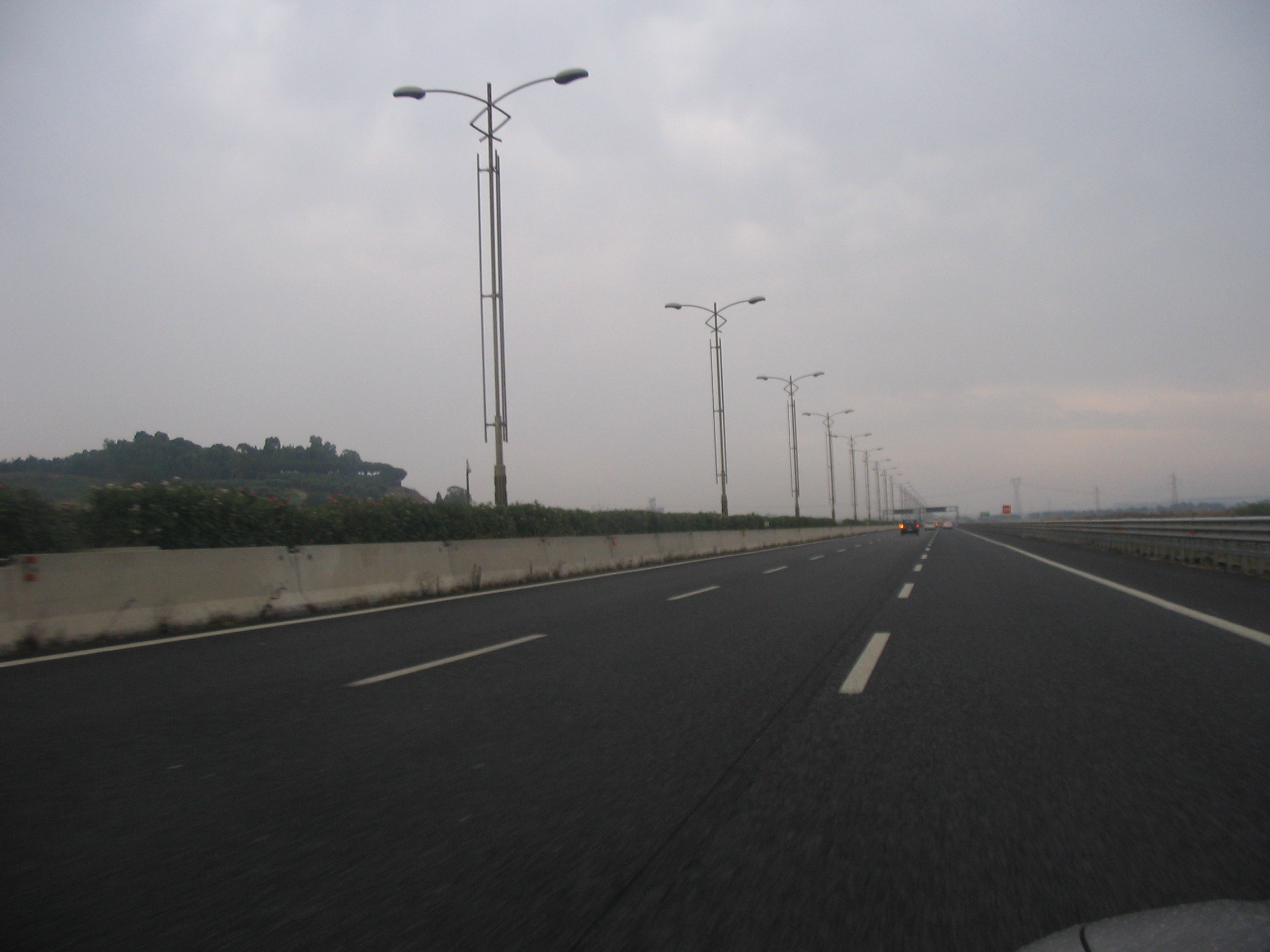
Autostrada A91

L'autostrada si sviluppa su una lunghezza di 18,5 km di cui 11,9 km dall'aeroporto allo svincolo con il Grande Raccordo Anulare; il suo tracciato è sostanzialmente rettilineo, a eccezione di un tratto in corrispondenza di un'ampia ansa del Tevere in zona Magliana, nel quartiere Portuense, dove si trova un viadotto di 145 metri su ponte strallato curvilineo, intitolato a Franco della Scala e progettato da Riccardo Morandi. Tale manufatto fu adottato come variazione in corso d'opera, per superare un tratto di terreno instabile a causa di una frana che trascinò con sé alcuni piloni del tracciato ancora in corso di costruzione.
Oltre alla A24, questa è l'unica altra autostrada di Roma a prevedere un tronco di penetrazione urbana all'interno del Grande Raccordo Anulare.
| Autostrada Roma - Aeroporto di Fiumicino |                                                               |        |        |                |
| Tipo                                     | Indicazione                                                   | ↓km↓   | ↑km↑   | Strada europea |
|                                          | Viadotto della Magliana Via Laurentina Via Cristoforo Colombo | 0,0    | 18,5   |                |
|                                          | Via Isacco Newton Via Portuense Via Aurelia                   | 1,3    | [ 12 ] |                |
|                                          | Roma Via della Magliana Trastevere                            | [ 13 ] | 16,9   |                |
|                                          | Magliana Vecchia Parco de' Medici                             | 4,5    | 14     |                |
|                                          | Area di servizio "Magliana"                                   | 5,4    | 13,1   |                |
|                                          | Grande Raccordo Anulare Fiera di Roma                         | 6,4    | 10,3   |                |
|                                          | Fiera di Roma                                                 | [ 13 ] | 6,4    |                |
|                                          | Civitavecchia                                                 | 13,2   | 11,9   |                |
|                                          | zona commerciale porto di Traiano Via Portuense               | 14,8   | [ 12 ] |                |
|                                          | Parcheggio Lunga Sosta Cargo                                  | 16,0   | [ 12 ] |                |
|                                          | Aeroporto internazionale Leonardo da Vinci                    | 18,5   | 0,0    |                |